# SN 2002jp
SN 2002jp – supernowa typu Ic odkryta 23 listopada 2002 roku w galaktyce NGC 3313. W momencie odkrycia miała maksymalną jasność 16,90m.